# Міністерство охорони здоров'я Канади
Міністерство охорони здоров'я Канади (англ. Health Canada, фр. Santé Canada) — міністерство уряду Канади, відповідальне за національну політику охорони здоров'я. Саме міністерство також відповідає за низку федеральних агентств, пов'язаних з охороною здоров'я, зокрема Канадське агентство інспекції харчових продуктів та Агентство громадської охорони здоров'я Канади. Ці організації допомагають забезпечити дотримання федерального законодавства в різних сферах охорони здоров'я, сільському господарстві та фармацевтиці. Ця відповідальність також передбачає широку співпрацю з низкою інших організацій на федеральному та провінційному рівнях задля забезпечення безпеки продуктів харчування, медичних та фармацевтичних продуктів, включаючи регулювання медичних досліджень і фармацевтичних виробничих/дослідницьких установ.
Міністерство відповідає перед парламентом через міністра охорони здоров'я з питань роботи федеральної служби охорони здоров'я. Заступник міністра охорони здоров'я є найвищим державним службовцем у міністерстві, який відповідає за повсякденне керівництво та діяльність міністерства, та підпорядковується безпосередньо міністру.
Міністерство охорони здоров'я Канади початково було створено в 1919 році, після епідемії іспанського грипу. Сучасне міністерство охорони здоров'я було створене в 1993 році після розділення колишнього міністерства охорони здоров'я та соціального забезпечення Канади (створеного в 1944 році), яке поділили на два окремих міністерства; іншим міністерством стало міністерство людських ресурсів і праці Канади.

## Структура
Керівництво міністерства охорони здоров'я Канади складається із:
- Міністра охорони здоров'я
- Заступника міністра охорони здоров'я
- Помічника заступника міністра

### Відділи
Під юрисдикцію міністерства охорони здоров'я Канади підпадають Наступні відділи, офіси та бюро (і їх відповідні служби):
- Міністерство охорони здоров'я Канади
  - Управління аудиту та оцінки
    - Відомча ревізійна комісія
    - Генеральний директор/Офіс головного аудитора
    - Внутрішній аудит та спеціальні експертизи
    - Відділ оцінки програм
    - Планування та інтеграція вимірювання продуктивності
    - Відділ розробки менеджменту

  - Головний фінансовий директор філії
    - Департамент вимірювання та оцінки діяльності
    - Відомче управління ресурсним забезпеченням
    - Управління фінансових операцій
    - Відділ внутрішнього контролю
    - Управління матеріально-технічного забезпечення
    - Дирекція розробки планування та корпоративного управління

  - Відділ зв'язків із громадськістю
    - Служба внутрішнього омбудсмена з питань етики
    - Управління маркетингу та комунікаційних послуг
    - Відділ планування та операцій
    - Управління зв'язків з громадськістю та стратегічних комунікацій
    - Управління зв'язків із зацікавленими сторонами та консультацій

  - Відділ контрольованих речовин і канабісу
  - Відділення корпоративних послуг
  - Відомчий секретаріат
  - Товари для здоров'я та харчові продукти
    - Апарат помічника заступника Міністра
    - Управління біологічних і радіофармацевтичних препаратів
    - Продовольча дирекція
    - Управління маркетингових товарів для здоров'я
    - Управління медичних виробів
    - Управління натуральних і безрецептурних товарів для здоров'я
    - Управління політики та реклами харчування
    - Управління політики, планування та міжнародних справ
    - Управління управління ресурсами та операцій
    - Дирекція лікувальних засобів
    - Управління ветеринарних препаратів

  - Відділ здорового довкілля та безпеки споживачів
    - Управління безпеки споживачів та небезпечних товарів
    - Управління екологічних та радіаційних медичних наук
    - Управління планування політики та інтеграції
    - Управління безпечного середовища
      - Бюро зі зміни клімату та інновацій
      - Бюро якості води та повітря
      - Бюро з оцінки та контролю нових речовин
      - Бюро оцінки ризиків існуючих речовин

  - Юридичні послуги
  - Група реагування на опіоїди
    - Управління контрольованих речовин
    - Управління групи реагування на опіоїди

  - Регулююче агентство боротьби зі шкідниками
  - Відділ регуляторних операцій та правозастосування
  - Відділ стратегічної політики

### Агентства-партнери
У своїй відповідальності за збереження та покращення здоров'я канадців міністр охорони здоров'я підтримується Портфоліо охорони здоров'я, яке включає міністерство охорони здоров'я Канади, а також:
- Агентство охорони здоров'я Канади;
- Канадські інститути дослідження здоров'я;
- Раду з перегляду цін на патентовані ліки;
- Канадське агентство харчової інспекції

Крім того, міністерство охорони здоров'я Канади є корпоративним партнером Канадської асоціації лікарів невідкладної допомоги.

### Міжнародна співпраця
У грудні 2016 року Міністерство охорони здоров'я Канади схвалило придбання нового антитоксину проти ботулізму під назвою «Семивалентний ботулінічний антитоксин» в американської компанії «Emergent Biosolutions», глобальної спеціалізованої біофармацевтичної компанії. Міністерство охорони здоров'я Канади визначила ботулізм як ймовірну біологічну терористичну загрозу.

## Лабораторії та офіси

### Офіси
- Приймальня Кемерона
- Офіс головного стоматолога
- Національний офіс інформаційної системи про небезпеку на робочому місці
- Служба набору медсестер
- Медичний центр громадського здоров'я

### Лабораторії
- Лабораторія Центру контролю за хворобами
- Дослідницький центр сера Фредеріка Дж. Бантінга

## Управління відповідності та забезпечення виконання
Управління відповідності та виконання надає підтримку міністерству охорони здоров'я Канади шляхом забезпечення дотримання законів і нормативних актів, що стосуються виробництва, розповсюдження, імпорту, продажу та/або використання споживчих товарів, включаючи, але не обмежуючись цим: тютюн, матеріали для боротьби зі шкідниками, ліки та медичні пристрої, біологічні препарати та природні продукти для здоров'я. Управління проводить інспекції та розслідування, щоб переконатися, що ці продукти безпечні, якісні, належним чином марковані та розповсюджуються, щоб краще захистити канадців від потенційно шкідливих продуктів і витратних матеріалів.
Управління відповідності та забезпечення виконання поділяється на 6 окремих програм:
- Канадська програма моніторингу
- Програма контрольованих речовин
- Програма інспекції
- Програма відповідності пестицидам
- Програма безпеки продукції
- Програма контролю за тютюном

### Канадська програма моніторингу
Канадська програма моніторингу охорони здоров'я Канади збирає та оцінює повідомлення про підозрювані побічні реакції на медичні продукти, що продаються в Канаді, включаючи ліки, що відпускаються за рецептом і без рецепта, природні продукти для здоров'я, біотехнологічні продукти, вакцини, продукти крові, продукти людських клітин, продукти людських тканин, людські органи, дезінфікуючі засоби та радіофармацевтичні препарати. Програма діє з 1965 року.
Фармаконагляд, пов'язаний з несприятливими подіями після імунізації, є спільною відповідальністю міністерства охорони здоров'я Канади та Агентства громадської охорони здоров'я Канади.

## Відповідне законодавство
Закони, за які міністерство охорони здоров'я Канади несе повну або часткову відповідальність:
- Закон про допоміжну репродукцію людини
- Закон про охорону здоров'я Канади
- Закон Канадського центру з питань зловживання психоактивними речовинами
- Закон Канади про захист навколишнього середовища
- Закон Канадських інститутів досліджень охорони здоров'я
- Закон про каннабіс
- Закон про контрольовані наркотики та речовини
- Акт про виконання Договору про всеосяжну заборону ядерних випробувань
- Закон про міністерство охорони здоров'я
- Закон про фінансове управління
- Закон про фітнес і любительський спорт
- Закон про харчові продукти та ліки
- Закон про перегляд інформації про небезпечні матеріали
- Закон про небезпечні продукти
- Закон про патенти
- Закон про засоби боротьби зі шкідниками
- Закон про нейтралізацію залишків пестицидів
- Закон про карантин
- Закон про радіаційні пристрої
- Закон про тютюн і Закон про внесення змін до Закону про тютюн (спонсорство)

Закони, в яких бере участь або має особливий інтерес міністерство охорони здоров'я Канади:
- Закон про радіомовлення
- Трудовий кодекс Канади
- Медичний закон Канади
- Канадський закон про судноплавство
- Закон про Канадське агентство інспекції харчових продуктів
- Акт готовності до надзвичайних ситуацій
- Акт про надзвичайний стан енергоносіїв
- Закон про акцизний податок
- Федерально-провінційний закон про фінансові заходи
- Закон про корми
- Закон про імміграцію та захист біженців
- Закон про національні парки
- Закон про ядерну безпеку та контроль
- Закон про здоров'я некурців
- Закон про канадський дослідницький фонд королеви Єлизавети II
- Закон про торговельні марки

## Програма спеціального доступу
Міністерство охорони здоров'я Канади має спеціальну програму доступу, за допомогою якої постачальники медичних послуг можуть запитувати ліки, які не є комерційно доступними в Канаді.

## Заходи проти COVID-19
Головний медичний радник міністерства охорони здоров'я Канади Супрія Шарма станом на квітень 2021 року контролював процес затвердження вакцин проти COVID-19 у Канаді. 29 березня 2021 року Шарма підтримав заяву Національного консультативного комітету з імунізації про призупинення введення вакцини AstraZeneca канадцям віком до 55 років.

## Критика
Редакційна стаття, опублікована «Canadian Medical Association Journal», закликала міністерство охорони здоров'я Канади суворіше регулювати природні продукти для здоров'я. Редакційна стаття посилалася на недоліки чинного законодавства, які дозволяють виробникам натуральних продуктів для здоров'я робити безпідставні твердження про здоров'я, нехтувати дослідженнями побічних ефектів до того, як продукти вийдуть на ринок, і продавати їх без оцінки міністерства охорони здоров'я Канади.
10 вересня 2012 року телеканал CBC поставив під сумнів безпеку ліків, що продаються в Північній Америці. The Canadian Press повідомило, що міністерство охорони здоров'я Канади зберігає секретність щодо перевірок ліків, вироблених за кордоном, залишаючи громадськість невпевненою щодо безпеки цих ліків.

## Процес схвалення ліків
Міністерство охорони здоров'я Канади прагне надати відповіді новаторам у фармацевтиці протягом 300 днів після подання препарату на перевірку. Однак щодо заяв, поданих між 2015 і 2019 роками, лише 33 % отримали відповідь у межах цього терміну. 18 % чекали понад рік, а майже 5 % — 2 роки. Середня затримка стандартного огляду становила 335 днів. Прискорений шлях затвердження міністерством охорони здоров'я Канади під назвою «умовна відповідність» скорочує цільовий графік до 200 днів, але його фактична середня затримка все ще становила 302 дні, і лише 8 % заявників отримали відповіді в межах терміну 200 днів. Було запропоновано, щоб державні установи використовували постійне подання, як це було зроблено для вакцин проти COVID-19, щоб продовжити перевірку частково заповнених повідомлень, і приймати нову інформацію, щойно вона стане доступною, а також щоб ліки, вже схвалені в інших юрисдикціях, затверджувалися швидше, щоб уникнути надмірності розгляду.